# Liga Nacional Superior de Voleibol Femenino 2019-20
La Liga Nacional Superior de Voleibol del Perú (oficialmente Liga Nacional de Voleibol Femenino "Copa Movistar" por razones de patrocinio, es la máxima competición de este deporte en el Perú, siendo la edición 2019-20, la decimoctava en su historia. Se inició el 16 de noviembre de 2019 con el partido entre Universidad San Martín de Porres y Rebaza Acosta. Su organización, control y desarrollo están a cargo de la Federación Peruana de Voleibol (FPV).
El 27 de marzo de 2020, la Federación Peruana de Voleibol (FPV), informa la culminación oficial de la Liga Nacional Superior de Voleibol 2019-2020, sin definir a ningún equipo como campeón de la liga.
El 7 de octubre de 2020 se confirmó el formato de la Copa Nacional de Voley Movistar la cual permitiría la reactivación del voley en el Perú.

## Equipos participantes
| Club                      | Ciudad   | Entrenador       |
| ------------------------- | -------- | ---------------- |
| Alianza Lima              | Lima     | Carlos Aparicio  |
| Circolo Sportivo Italiano | Lima     | Walter Lung      |
| Géminis de Comas          | Lima     | Sara Joya        |
| Jaamsa                    | Lima     | Juan Carlos Gala |
| Club de Regatas Lima      | Lima     | Horacio Bastit   |
| Rebaza Acosta             | Callao   | Heinz Garro      |
| Sport Real                | Lima     | Byungtae Seo     |
| Universidad César Vallejo | Trujillo | Martín Rodríguez |
| USMP (Campeón Defensor)   | Lima     | Antonio Rizola   |
| Club Deportivo Alianza    | Lima     | Deyvis Yustiz    |

## Primera etapa
- Sede: Callao, Polideportivo del Callao,Perú
- Las horas indicadas corresponden al huso horario local del Perú (Tiempo del Perú – PET): UTC-5.

     - Clasificados a la segunda etapa.
     - Disputan Cuadrangular de Ascenso o Permanencia de la LNSV.
| Pos. | Equipo                    | Partidos | Partidos | Partidos | Pts. | Sets | Sets | Sets  | Puntos | Puntos | Puntos |
| Pos. | Equipo                    | PJ       | PG       | PP       | Pts. | SG   | SP   | Ratio | PG     | PP     | Ratio  |
| ---- | ------------------------- | -------- | -------- | -------- | ---- | ---- | ---- | ----- | ------ | ------ | ------ |
| 1    | USMP                      | 15       | 14       | 1        | 40   | 42   | 8    | 5.250 | 1189   | 899    | 1.865  |
| 2    | Club de Regatas Lima      | 15       | 13       | 2        | 40   | 43   | 12   | 3.583 | 1287   | 1010   | 1.274  |
| 3    | Circolo Sportivo Italiano | 14       | 9        | 5        | 27   | 32   | 19   | 1.684 | 1132   | 1068   | 1.059  |
| 4    | Alianza Lima              | 15       | 9        | 6        | 27   | 32   | 21   | 1.523 | 1210   | 1152   | 1.050  |
| 5    | Jaamsa                    | 14       | 9        | 5        | 25   | 29   | 23   | 1.260 | 1147   | 1069   | 1.072  |
| 6    | Universidad César Vallejo | 15       | 6        | 9        | 22   | 28   | 30   | 0.933 | 1228   | 1282   | 0.957  |
| 7    | Géminis de Comas          | 14       | 7        | 7        | 19   | 25   | 25   | 1.000 | 1136   | 1157   | 0.981  |
| 8    | Sport Real                | 14       | 3        | 11       | 9    | 13   | 35   | 0.371 | 995    | 1124   | 0.885  |
| 9    | Rebaza Acosta             | 14       | 2        | 12       | 6    | 10   | 38   | 0.263 | 944    | 1104   | 0.855  |
| 10   | Club Deportivo Alianza    | 14       | 0        | 14       | 1    | 2    | 42   | 0.047 | 681    | 1084   | 0.628  |

- Tabla actualizada hasta los dos (2) primeros partidos de la semana 11.

### Resultados

#### 1° semana
| Fecha           | Hora  | Equipo 1                         | Res.  | Equipo 2          | Set 1 | Set 2 | Set 3 | Set 4 | Set 5 | Total     |
| --------------- | ----- | -------------------------------- | ----- | ----------------- | ----- | ----- | ----- | ----- | ----- | --------- |
| 16 de noviembre | 14:00 | Universidad San Martín de Porres | 3 – 0 | Rebaza Acosta     | 25-16 | 25-16 | 25-23 |       |       | 75 – 55   |
| 16 de noviembre | 16:00 | Circolo Sportivo Italiano        | 3 – 0 | Deportivo Alianza | 25-19 | 25-11 | 25-7  |       |       | 75 – 37   |
| 16 de noviembre | 18:00 | Jaamsa                           | 3 – 1 | Géminis de Comas  | 20-25 | 25-10 | 25-19 | 25-16 |       | 95 – 70   |
| 17 de noviembre | 13:00 | Universidad Cesar Vallejo        | 2 – 3 | Sport Real        | 26-24 | 25-21 | 23-25 | 18-25 | 8-15  | 100 – 110 |
| 17 de noviembre | 15:00 | Universidad San Martín de Porres | 3 – 0 | Deportivo Alianza | 25-19 | 25-9  | 25-8  |       |       | 75 – 36   |
| 17 de noviembre | 17:00 | Club Regatas Lima                | 3 – 0 | Alianza Lima      | 25-14 | 25-17 | 25-11 |       |       | 75 – 42   |

#### 2° semana
| Fecha           | Hora  | Equipo 1                         | Res.  | Equipo 2          | Set 1 | Set 2 | Set 3 | Set 4 | Set 5 | Total   |
| --------------- | ----- | -------------------------------- | ----- | ----------------- | ----- | ----- | ----- | ----- | ----- | ------- |
| 23 de noviembre | 14:00 | Rebaza Acosta                    | 0 – 3 | Géminis de comas  | 23-25 | 19-25 | 20-25 |       |       | 62 – 75 |
| 23 de noviembre | 16:00 | Circolo Sportivo Italiano        | 3 – 0 | Sport Real        | 27-25 | 25-18 | 25-21 |       |       | 77 – 64 |
| 23 de noviembre | 18:00 | Jaamsa                           | 0 – 3 | Alianza Lima      | 21-25 | 27-29 | 19-25 |       |       | 67 – 79 |
| 24 de noviembre | 13:00 | Universidad Cesar Vallejo        | 0 – 3 | Club Regatas Lima | 19-25 | 17-25 | 14-25 |       |       | 50 – 75 |
| 24 de noviembre | 15:00 | Deportivo Alianza                | 0 – 3 | Sport Real        | 20-25 | 11-25 | 20-25 |       |       | 51 – 75 |
| 24 de noviembre | 17:00 | Universidad San Martín de Porres | 3 – 0 | Géminis de Comas  | 25-21 | 25-18 | 25-22 |       |       | 75 – 61 |

#### 3° semana
| Fecha           | Hora  | Equipo 1                         | Res.  | Equipo 2                  | Set 1 | Set 2 | Set 3 | Set 4 | Set 5 | Total     |
| --------------- | ----- | -------------------------------- | ----- | ------------------------- | ----- | ----- | ----- | ----- | ----- | --------- |
| 30 de noviembre | 16:00 | Jaamsa                           | 3 – 2 | Universidad Cesar Vallejo | 14-25 | 20-25 | 25-23 | 25-12 | 17-15 | 101 – 100 |
| 30 de noviembre | 16:00 | Circolo Sportivo Italiano        | 0 – 3 | Club Regatas Lima         | 22-25 | 16-25 | 15-25 |       |       | 53 – 75   |
| 30 de noviembre | 18:00 | Rebaza Acosta                    | 0 – 3 | Alianza Lima              | 18-25 | 19-25 | 23-25 |       |       | 60 – 75   |
| 1 de diciembre  | 13:00 | Universidad San Martín de Porres | 3 – 0 | Sport Real                | 25-13 | 25-19 | 25-23 |       |       | 75 – 55   |
| 1 de diciembre  | 15:00 | Deportivo Alianza                | 0 – 3 | Club Regatas Lima         | 17-25 | 17-25 | 12-25 |       |       | 46 – 75   |
| 1 de diciembre  | 17:00 | Universidad San Martín de Porres | 1 – 3 | Alianza Lima              | 22-25 | 19-25 | 31-29 | 18-25 |       | 90 – 104  |

#### 4° semana
| Fecha       | Hora  | Equipo 1                  | Res.  | Equipo 2                  | Set 1 | Set 2 | Set 3 | Set 4 | Set 5 | Total     |
| ----------- | ----- | ------------------------- | ----- | ------------------------- | ----- | ----- | ----- | ----- | ----- | --------- |
| 23 de enero | 17:00 | Rebaza Acosta             | 0 – 3 | Universidad Cesar Vallejo | 21-25 | 19-25 | 22-25 |       |       | 62 – 75   |
| 23 de enero | 19:00 | Géminis de Comad          | 3 – 2 | Alianza Lima              | 24-26 | 25-21 | 21-25 | 25-23 | 15-8  | 110 – 103 |
| 23 de enero | 21:00 | Circolo Sportivo Italiano | 2 – 3 | Jaamsa                    | 26-24 | 25-20 | 17-25 | 23-25 | 8-15  | 99 – 109  |
| 24 de enero | 17:00 | Sport Real                | 1 – 3 | Club Regatas Lima         | 22-25 | 29-27 | 11-25 | 21-25 |       | 83 – 102  |
| 24 de enero | 19:00 | Géminis de Comas          | 3 – 2 | Universidad Cesar Vallejo | 21-25 | 25-18 | 25-22 | 22-25 | 17-15 | 110 – 105 |
| 24 de enero | 21:00 | Deportivo Alianza         | 0 – 3 | Jaamsa                    | 18-25 | 16-25 | 19-25 |       |       | 53 – 75   |

#### 5° semana
| Fecha        | Hora  | Equipo 1                         | Res.  | Equipo 2                  | Set 1 | Set 2 | Set 3 | Set 4 | Set 5 | Total     |
| ------------ | ----- | -------------------------------- | ----- | ------------------------- | ----- | ----- | ----- | ----- | ----- | --------- |
| 1 de febrero | 14:00 | Rebaza Acosta                    | 0 – 3 | Circolo Sportivo Italiano | 23-25 | 20-25 | 19-25 |       |       | 62 – 75   |
| 1 de febrero | 16:00 | Alianza Lima                     | 1 – 3 | Universidad Cesar Vallejo | 19-25 | 23-25 | 26-24 | 23-25 |       | 91 – 99   |
| 1 de febrero | 18:00 | Sport Real                       | 0 – 3 | Jaamsa                    | 26-28 | 13-25 | 20-25 |       |       | 59 – 78   |
| 2 de febrero | 13:00 | Deportivo Alianza                | 0 – 3 | Rebaza Acosta             | 16-25 | 6-25  | 20-25 |       |       | 42 – 75   |
| 2 de febrero | 15:00 | Géminis de Comas                 | 2 – 3 | Circolo Sportivo Italiano | 25-22 | 24-26 | 21-25 | 25-21 | 14-16 | 109 – 110 |
| 2 de febrero | 17:00 | Universidad San Martin de Porres | 3 – 2 | Club Regatas Lima         | 18-25 | 25-16 | 23-25 | 25-20 | 15-6  | 106 – 92  |

#### 6° semana
| Fecha        | Hora  | Equipo 1                         | Res.  | Equipo 2                  | Set 1 | Set 2 | Set 3 | Set 4 | Set 5 | Total     |
| ------------ | ----- | -------------------------------- | ----- | ------------------------- | ----- | ----- | ----- | ----- | ----- | --------- |
| 7 de febrero | 18:00 | Universidad San Martín de Porres | 3 – 1 | Universidad Cesar Vallejo | 16-25 | 25-9  | 25-18 | 25-16 |       | 91 – 68   |
| 7 de febrero | 20:00 | Club Regatas Lima                | 3 – 0 | Jaamsa                    | 25-17 | 25-22 | 25-19 |       |       | 75 – 68   |
| 8 de febrero | 14:00 | Sport Real                       | 2 – 3 | Rebaza Acosta             | 21-25 | 25-20 | 20-25 | 25-23 | 11-15 | 102 – 108 |
| 8 de febrero | 16:00 | Géminis de Comas                 | 3 – 0 | Deportivo Alianza         | 25-10 | 25-19 | 25-19 |       |       | 75 – 48   |
| 8 de febrero | 18:00 | Alianza Lima                     | 3 – 2 | Circolo Sportivo Italiano | 18–25 | 25–16 | 25–17 | 22–25 | 15–9  | 105 – 102 |
| 9 de febrero | 13:00 | Club Regatas Lima                | 3 - 1 | Rebaza Acosta             | 25-13 | 25-17 | 20-25 | 25-5  |       | 95 - 60   |
| 9 de febrero | 15:00 | Alianza Lima                     | 3 - 0 | Deportivo Alianza         | 25-12 | 25-19 | 25-13 |       |       | 75 - 44   |
| 9 de febrero | 17:00 | Universidad San Martín de Porres | 3 – 0 | Jaamsa                    | 25-16 | 25-17 | 25-14 |       |       | 75 – 47   |

#### 7° semana
| Fecha         | Hora  | Equipo 1                         | Res.  | Equipo 2                  | Set 1 | Set 2 | Set 3 | Set 4 | Set 5 | Total   |
| ------------- | ----- | -------------------------------- | ----- | ------------------------- | ----- | ----- | ----- | ----- | ----- | ------- |
| 14 de febrero | 18:00 | Universidad Cesar Vallejo        | 3 – 1 | Circolo Sportivo Italiano | 15-25 | 25-21 | 25-23 | 25-22 |       | 90 – 91 |
| 14 de febrero | 20:00 | Sport Real                       | 0 – 3 | Géminis de Comas          | 20-25 | 18-25 | 23-25 |       |       | 61 – 75 |
| 15 de febrero | 16:00 | Jaamsa                           | 3 – 0 | Rebaza Acosta             | 25-17 | 25-23 | 25-15 |       |       | 75 – 55 |
| 15 de febrero | 18:00 | Alianza Lima                     | 3 – 0 | Sport Real                | 25-15 | 29-27 | 25-23 |       |       | 79 – 65 |
| 16 de febrero | 13:00 | Universidad Cesar Vallejo        | 3 – 0 | Deportivo Alianza         | 25-6  | 25-23 | 25-23 |       |       | 75 – 52 |
| 16 de febrero | 15:00 | Club Regatas Lima                | 3 – 0 | Géminis de Comas          | 25-19 | 25-15 | 25-17 |       |       | 75 – 51 |
| 16 de febrero | 17:00 | Universidad San Martín de Porres | 3 – 0 | Circolo Sportivo Italiano | 25-17 | 25-23 | 25-21 |       |       | 75 – 61 |

#### 8° semana
| Fecha         | Hora  | Equipo 1                         | Res.  | Equipo 2          | Set 1 | Set 2 | Set 3 | Set 4 | Set 5 | Total    |
| ------------- | ----- | -------------------------------- | ----- | ----------------- | ----- | ----- | ----- | ----- | ----- | -------- |
| 21 de febrero | 18:00 | Universidad San Martín de Porres | 3 – 0 | Rebaza Acosta     | 25-23 | 25-17 | 25-17 |       |       | 75 – 57  |
| 21 de febrero | 20:00 | Circolo Sportivo Italiano        | 3 – 0 | Deportivo Alianza | 25-21 | 25-15 | 25-18 |       |       | 75 – 54  |
| 22 de febrero | 14:00 | Jaamsa                           | 2 – 3 | Géminis de Comas  | 16-25 | 25-27 | 25-15 | 25-19 | 8-15  | 99 – 101 |
| 22 de febrero | 16:00 | Universidad Cesar Vallejo        | 3 – 0 | Sport Real        | 25-16 | 25-22 | 25-22 |       |       | 75 – 60  |
| 22 de febrero | 18:00 | Club Regatas Lima                | 3 – 1 | Alianza Lima      | 21-25 | 25-14 | 25-21 | 25-22 |       | 96 – 82  |
| 23 de febrero | 13:00 | Rebaza Acosta                    | 2 – 3 | Géminis de Comas  | 25-22 | 25-15 | 22-25 | 17-25 | 3-15  | 92 – 102 |
| 23 de febrero | 15:00 | Universidad San Martín de Porres | 3 – 0 | Deportivo Alianza | 25-9  | 25-16 | 25-7  |       |       | 75 – 32  |
| 23 de febrero | 17:00 | Circolo Sportivo Italiano        | 3 – 0 | Sport Real        | 25-23 | 26-24 | 25-18 |       |       | 76 – 65  |

#### 9° semana
| Fecha         | Hora  | Equipo 1                         | Res.  | Equipo 2                  | Set 1 | Set 2 | Set 3 | Set 4 | Set 5 | Total     |
| ------------- | ----- | -------------------------------- | ----- | ------------------------- | ----- | ----- | ----- | ----- | ----- | --------- |
| 28 de febrero | 18:00 | Universidad Cesar Vallejo        | 2 – 3 | Club Regatas Lima         | 25-18 | 22-25 | 25-17 | 23-25 | 7-15  | 102 – 100 |
| 28 de febrero | 20:00 | Jaamsa                           | 3 – 1 | Alianza Lima              | 25-22 | 19-25 | 25-23 | 25-21 |       | 94 – 91   |
| 29 de febrero | 14:00 | Deportivo Alianza                | 0 – 3 | Sport Real                | 22-25 | 17-25 | 17-25 |       |       | 56 – 75   |
| 29 de febrero | 16:00 | Rebaza Acosta                    | 0 – 3 | Alianza Lima              | 24-26 | 16-25 | 18-25 |       |       | 58 – 76   |
| 29 de febrero | 18:00 | Universidad San Martín de Porres | 3 – 0 | Géminis de Comas          | 25-20 | 25-13 | 25-19 |       |       | 75 – 52   |
| 1 de marzo    | 13:00 | Circolo Sportivo Italiano        | 3 – 2 | Club Regatas Lima         | 25-22 | 15-25 | 25-23 | 18-25 | 15-10 | 98 – 105  |
| 1 de marzo    | 15:00 | Jaamsa                           | 3 – 0 | Universidad Cesar Vallejo | 25-19 | 25-19 | 25-21 |       |       | 75 – 59   |
| 1 de marzo    | 17:00 | Universidad San Martín de Porres | 3 – 0 | Sport Real                | 25-19 | 25-20 | 25-12 |       |       | 75 – 51   |

#### 10° semana
| Fecha      | Hora  | Equipo 1                         | Res.  | Equipo 2                  | Set 1 | Set 2 | Set 3 | Set 4 | Set 5 | Total    |
| ---------- | ----- | -------------------------------- | ----- | ------------------------- | ----- | ----- | ----- | ----- | ----- | -------- |
| 4 de marzo | 18:00 | Deportivo Alianza                | 0 – 3 | Club Regatas Lima         | 17-25 | 19-25 | 16-25 |       |       | 52 – 75  |
| 4 de marzo | 20:00 | Géminis de comas                 | 0 – 3 | Alianza Lima              | 14-25 | 22-25 | 26-28 |       |       | 62 – 78  |
| 6 de marzo | 18:00 | Rebaza Acosta                    | 1 – 3 | Universidad Cesar Vallejo | 19-25 | 21-25 | 25-12 | 20-25 |       | 85 – 87  |
| 6 de marzo | 20:00 | Circolo Sportivo Italiano        | 3 – 0 | Jaamsa                    | 25-23 | 25-21 | 25-21 |       |       | 75 – 65  |
| 7 de marzo | 16:00 | Sport Real                       | 1 – 3 | Club Regatas Lima         | 16-25 | 25-22 | 7-25  | 22-25 |       | 70 – 97  |
| 7 de marzo | 18:00 | Universidad San Martín de Porres | 3 – 0 | Alianza Lima              | 25-17 | 25-19 | 25-18 |       |       | 75 – 54  |
| 8 de marzo | 13:00 | Géminis de Comas                 | 3 – 1 | Universidad Cesar Vallejo | 25-10 | 28-30 | 25-19 | 25-19 |       | 103 – 78 |
| 8 de marzo | 15:00 | Deportivo Alianza                | 2 – 3 | Jaamsa                    | 25-23 | 25-21 | 8-25  | 13-25 | 7-15  | 78 – 109 |
| 8 de marzo | 17:00 | Rebaza Acosta                    | 0 – 3 | Circolo Sportivo Italiano | 21-25 | 16-25 | 16-25 |       |       | 53 – 75  |

#### 11° semana
| Fecha       | Hora  | Equipo 1                         | Res.      | Equipo 2                  | Set 1 | Set 2 | Set 3 | Set 4 | Set 5 | Total   |
| ----------- | ----- | -------------------------------- | --------- | ------------------------- | ----- | ----- | ----- | ----- | ----- | ------- |
| 11 de marzo | 18:00 | Alianza Lima                     | 3 – 0     | Universidad Cesar Vallejo | 26-24 | 25-18 | 25-23 |       |       | 76 – 65 |
| 11 de marzo | 20:00 | Universidad San Martín de Porres | 0 – 3     | Club Regatas Lima         | 23-25 | 18-25 | 16-25 |       |       | 57 – 75 |
| 13 de marzo | 18:00 | Géminis de Comas                 | Cancelado | Circolo Sportivo Italiano | -     | -     | -     |       |       | –       |
| 13 de marzo | 20:00 | Sport Real                       | Cancelado | Jaamsa                    | -     | -     | -     |       |       | –       |
| 14 de marzo | 14:00 | Deportivo Alianza                | Cancelado | Rebaza Acosta             | -     | -     | -     |       |       | –       |
| 14 de marzo | 16:00 | Universidad San Martín de Porres | Cancelado | Universidad Cesar Vallejo | -     | -     | -     |       |       | –       |
| 14 de marzo | 18:00 | Club Regatas Lima                | Cancelado | Jaamsa                    | -     | -     | -     |       |       | –       |
| 15 de marzo | 13:00 | Alianza Lima                     | Cancelado | Circolo Sportivo Italiano | -     | -     | -     |       |       | –       |
| 15 de marzo | 15:00 | Sport Real                       | Cancelado | Rebaza Acosta             | -     | -     | -     |       |       | –       |
| 15 de marzo | 17:00 | Géminis de Comas                 | Cancelado | Deportivo Alianza         | -     | -     | -     |       |       | –       |

## Cuadrangular de Ascenso o Permanencia
En este cuadrangular juegan el 9° y 10° lugar de la Liga Nacional de Voleibol Femenino contra el 1° y 2° lugar de la Liga Nacional intermedia de Voley Femenino, se juega bajo un sistema round-robin.

### Resultados
- Sede: Callao, Polideportivo del Callao,Perú
- Las horas indicadas corresponden al huso horario local del Perú (Tiempo del Perú – PET): UTC-5.

     - Clasificados a la Liga Nacional Superior de Voleibol Femenino 2020-21.
     - Degradados a la Liga Nacional Intermedia
| Pos. | Equipo                 | Partidos | Partidos | Partidos | Pts. | Sets | Sets | Sets  | Puntos | Puntos | Puntos |
| Pos. | Equipo                 | PJ       | PG       | PP       | Pts. | SG   | SP   | Ratio | PG     | PP     | Ratio  |
| ---- | ---------------------- | -------- | -------- | -------- | ---- | ---- | ---- | ----- | ------ | ------ | ------ |
| 1    | Club de voley femenino | 0        | 0        | 0        | 0    | 0    | 0    | 0.000 | 0      | 0      | 0.000  |
| 2    | Club de voley femenino | 0        | 0        | 0        | 0    | 0    | 0    | 0.000 | 0      | 0      | 0.000  |
| 3    | Club de voley femenino | 0        | 0        | 0        | 0    | 0    | 0    | 0.000 | 0      | 0      | 0.000  |
| 4    | Club de voley femenino | 0        | 0        | 0        | 0    | 0    | 0    | 0.000 | 0      | 0      | 0.000  |

| Fecha       | Hora  | Equipo 1               | Res.  | Equipo 2               | Set 1 | Set 2 | Set 3 | Set 4 | Set 5 | Total |
| ----------- | ----- | ---------------------- | ----- | ---------------------- | ----- | ----- | ----- | ----- | ----- | ----- |
| Por definir | 00:00 | Club de voley femenino | 0 – 0 | Club de voley femenino | -     | -     | -     |       |       | –     |
| Por definir | 00:00 | Club de voley femenino | 0 – 0 | Club de voley femenino | -     | -     | -     |       |       | –     |
| Por definir | 00:00 | Club de voley femenino | 0 – 0 | Club de voley femenino | -     | -     | -     |       |       | –     |
| Por definir | 00:00 | Club de voley femenino | 0 – 0 | Club de voley femenino | -     | -     | -     |       |       | –     |
| Por definir | 00:00 | Club de voley femenino | 0 – 0 | Club de voley femenino | -     | -     | -     |       |       | –     |
| Por definir | 00:00 | Club de voley femenino | 0 – 0 | Club de voley femenino | -     | -     | -     |       |       | –     |

## Segunda etapa (Ronda Final)
|  | Cuartos de final                                  | Cuartos de final                                  |             |             | Semifinales                                  | Semifinales                                  |          |              | Final                                     | Final                                     |  |
|  | 21, 22, 27 y 28 de marzo Polideportivo del Callao | 21, 22, 27 y 28 de marzo Polideportivo del Callao |             |             | 5, 10 y 12 de abril Polideportivo del Callao | 5, 10 y 12 de abril Polideportivo del Callao |          |              | 17 y 19 de abril Polideportivo del Callao | 17 y 19 de abril Polideportivo del Callao |  |
|  |                                                   |                                                   |             |             |                                              |                                              |          |              |                                           |                                           |  |
|  |                                                   |                                                   |             |             |                                              |                                              |          |              |                                           |                                           |  |
|  | 1° lugar                                          | 0                                                 |             |             |                                              |                                              |          |              |                                           |                                           |  |
|  | 1° lugar                                          | 0                                                 |             |             |                                              |                                              |          |              |                                           |                                           |  |
|  | 8° lugar                                          | 0                                                 |             |             |                                              |                                              |          |              |                                           |                                           |  |
|  | 8° lugar                                          | 0                                                 |             | Semifinal 1 | 0                                            |                                              |          |              |                                           |                                           |  |
|  |                                                   |                                                   |             | Semifinal 1 | 0                                            |                                              |          |              |                                           |                                           |  |
|  |                                                   |                                                   | Semifinal 2 | 0           |                                              |                                              |          |              |                                           |                                           |  |
|  | 4° lugar                                          | 0                                                 | Semifinal 2 | 0           |                                              |                                              |          |              |                                           |                                           |  |
|  | 4° lugar                                          | 0                                                 |             |             |                                              |                                              |          |              |                                           |                                           |  |
|  | 5° lugar                                          | 0                                                 |             |             |                                              |                                              |          |              |                                           |                                           |  |
|  | 5° lugar                                          | 0                                                 |             |             |                                              |                                              |          | 1° lugar     | 0                                         |                                           |  |
|  |                                                   |                                                   |             |             |                                              |                                              |          | 1° lugar     | 0                                         |                                           |  |
|  |                                                   |                                                   | 2° Lugar    | 0           |                                              |                                              |          |              |                                           |                                           |  |
|  | 2° lugar                                          | 0                                                 | 2° Lugar    | 0           |                                              |                                              |          |              |                                           |                                           |  |
|  | 2° lugar                                          | 0                                                 |             |             |                                              |                                              |          |              |                                           |                                           |  |
|  | 7° lugar                                          | 0                                                 |             |             |                                              |                                              |          |              |                                           |                                           |  |
|  | 7° lugar                                          | 0                                                 |             | Semifinal 3 | 0                                            |                                              |          | Tercer lugar | Tercer lugar                              |                                           |  |
|  |                                                   |                                                   |             | Semifinal 3 | 0                                            |                                              |          | Tercer lugar | Tercer lugar                              |                                           |  |
|  |                                                   |                                                   | Semifinal 4 | 0           |                                              |                                              |          |              |                                           |                                           |  |
|  | 3° lugar                                          | 0                                                 | Semifinal 4 | 0           |                                              |                                              | 3° Lugar | 0            |                                           |                                           |  |
|  | 3° lugar                                          | 0                                                 |             |             |                                              |                                              | 3° Lugar | 0            |                                           |                                           |  |
|  | 6° lugar                                          | 0                                                 |             |             |                                              |                                              |          |              | 4° lugar                                  | 0                                         |  |
|  | 6° lugar                                          | 0                                                 |             |             |                                              |                                              |          |              | 4° lugar                                  | 0                                         |  |
|  |                                                   |                                                   |             |             |                                              |                                              |          |              |                                           |                                           |  |

### Cuartos de final
- Sede: Callao, Polideportivo del Callao,Perú

#### Llave 1
| Fecha       | Hora  | Partido    | Equipo 1 | Res.  | Equipo 2 | S1 | S2 | S3 | S4 | S5 | Total |
| ----------- | ----- | ---------- | -------- | ----- | -------- | -- | -- | -- | -- | -- | ----- |
| 21 de marzo | 16:00 | IDA        | 1°       | 0 - 0 | 8°       | -  | -  | -  | -  | -  | -     |
| 27 de marzo | 18:00 | VUELTA     | 8°       | 0 - 0 | 1°       | -  | -  | -  | -  | -  | -     |
| 29 de marzo | 15:00 | EXTRA GAME | 1°       | 0 - 0 | 8°       | -  | -  | -  | -  | -  | -     |

#### Llave 2
| Fecha       | Hora  | Partido    | Equipo 1 | Res.  | Equipo 2 | S1 | S2 | S3 | S4 | S5 | Total |
| ----------- | ----- | ---------- | -------- | ----- | -------- | -- | -- | -- | -- | -- | ----- |
| 21 de marzo | 18:00 | IDA        | 4°       | 0 - 0 | 5°       | -  | -  | -  | -  | -  | -     |
| 27 de marzo | 20:00 | VUELTA     | 5°       | 0 - 0 | 4°       | -  | -  | -  | -  | -  | -     |
| 29 de marzo | 17:00 | EXTRA GAME | 4°       | 0 - 0 | 5°       | -  | -  | -  | -  | -  | -     |

#### Llave 3
| Fecha       | Hora  | Partido    | Equipo 1 | Res.  | Equipo 2 | S1 | S2 | S3 | S4 | S5 | Total |
| ----------- | ----- | ---------- | -------- | ----- | -------- | -- | -- | -- | -- | -- | ----- |
| 22 de marzo | 15:00 | IDA        | 2°       | 0 - 0 | 7°       | -  | -  | -  | -  | -  | -     |
| 28 de marzo | 16:00 | VUELTA     | 7°       | 0 - 0 | 2°       | -  | -  | -  | -  | -  | -     |
| 3 de abril  | 18:00 | EXTRA GAME | 2°       | 0 - 0 | 7°       | -  | -  | -  | -  | -  | -     |

#### Llave 4
| Fecha       | Hora  | Partido    | Equipo 1 | Res.  | Equipo 2 | S1 | S2 | S3 | S4 | S5 | Total |
| ----------- | ----- | ---------- | -------- | ----- | -------- | -- | -- | -- | -- | -- | ----- |
| 22 de marzo | 17:00 | IDA        | 3°       | 0 - 0 | 6°       | -  | -  | -  | -  | -  | -     |
| 28 de marzo | 18:00 | VUELTA     | 6°       | 0 - 0 | 3°       | -  | -  | -  | -  | -  | -     |
| 3 de abril  | 20:00 | EXTRA GAME | 3°       | 0 - 0 | 6°       | -  | -  | -  | -  | -  | -     |

### Semifinal
- Sede: Callao, Polideportivo del Callao,Perú

#### Llave 5
| Fecha       | Hora  | Partido    | Equipo 1         | Res.  | Equipo 2         | S1 | S2 | S3 | S4 | S5 | Total |
| ----------- | ----- | ---------- | ---------------- | ----- | ---------------- | -- | -- | -- | -- | -- | ----- |
| 5 de abril  | 15:00 | IDA        | Ganador llave 1° | 0 - 0 | Ganador llave 2° | -  | -  | -  | -  | -  | -     |
| 10 de abril | 18:00 | VUELTA     | Ganador llave 2° | 0 - 0 | Ganador llave 1° | -  | -  | -  | -  | -  | -     |
| 12 de abril | 15:00 | EXTRA GAME | Ganador llave 1° | 0 - 0 | Ganador llave 2° | -  | -  | -  | -  | -  | -     |

#### Llave 6
| Fecha       | Hora  | Partido    | Equipo 1         | Res.  | Equipo 2         | S1 | S2 | S3 | S4 | S5 | Total |
| ----------- | ----- | ---------- | ---------------- | ----- | ---------------- | -- | -- | -- | -- | -- | ----- |
| 5 de abril  | 17:00 | IDA        | Ganador llave 3° | 0 - 0 | Ganador llave 4° | -  | -  | -  | -  | -  | -     |
| 10 de abril | 20:00 | VUELTA     | Ganador llave 4° | 0 - 0 | Ganador llave 3° | -  | -  | -  | -  | -  | -     |
| 12 de abril | 17:00 | EXTRA GAME | Ganador llave 3° | 0 - 0 | Ganador llave 4° | -  | -  | -  | -  | -  | -     |

### Final
- Sede: Callao, Polideportivo del Callao,Perú

#### 3° y 4° lugar
| Fecha       | Hora  | Partido    | Equipo 1          | Res.  | Equipo 2          | S1 | S2 | S3 | S4 | S5 | Total |
| ----------- | ----- | ---------- | ----------------- | ----- | ----------------- | -- | -- | -- | -- | -- | ----- |
| 17 de abril | 18:00 | IDA        | Perdedor llave 5° | 0 - 0 | Perdedor llave 6° | -  | -  | -  | -  | -  | -     |
| 19 de abril | 15:00 | VUELTA     | Perdedor llave 6° | 0 - 0 | Perdedor llave 5° | -  | -  | -  | -  | -  | -     |
| 25 de abril | 16:00 | EXTRA GAME | Perdedor llave 5° | 0 - 0 | Perdedor llave 6° | -  | -  | -  | -  | -  | -     |

#### 1° y 2° lugar
| Fecha       | Hora  | Partido    | Equipo 1         | Res.  | Equipo 2         | S1 | S2 | S3 | S4 | S5 | Total |
| ----------- | ----- | ---------- | ---------------- | ----- | ---------------- | -- | -- | -- | -- | -- | ----- |
| 17 de abril | 20:00 | IDA        | Ganador llave 5° | 0 - 0 | Ganador llave 6° | -  | -  | -  | -  | -  | -     |
| 19 de abril | 17:00 | VUELTA     | Ganador llave 6° | 0 - 0 | Ganador llave 5° | -  | -  | -  | -  | -  | -     |
| 25 de abril | 18:00 | EXTRA GAME | Ganador llave 5° | 0 - 0 | Ganador llave 6° | -  | -  | -  | -  | -  | -     |

## Posición Final
|  | Representa al Perú en el Sudamericano de Clubes 2021 |

| Pos.              | Equipo                    |
| ----------------- | ------------------------- |
| Medalla de oro    | Club de voleibol femenino |
| Medalla de plata  | Club de voleibol femenino |
| Medalla de bronce | Club de voleibol femenino |
| 4                 | Club de voleibol femenino |
| 5                 | Club de voleibol femenino |
| 6                 | Club de voleibol femenino |
| 7                 | Club de voleibol femenino |
| 8                 | Club de voleibol femenino |
| 9                 | Club de voleibol femenino |
| 10                | Club de voleibol femenino |

| Campeón de la Liga Peruana |
| -------------------------- |
| Club de voleibol femenino  |

## Equipo Estrella
- Mayor Anotadora

- 2da Mayor Anotadora

- 3ra Mayor Anotadora

- Mejor Central

- 2da Mejor Central

- Mejor Punta

- 2da Mejor Punta

- Mejor Opuesta

- 2da Mejor Opuesta

- Mejor Armadora

- 2da Mejor Armadora

- Mejor Libero

- 2da Mejor Libero

- Mejor Servicio

- 2da Mejor Servicio